# Rotonde (verkeer)

Verkeer op een rotonde in een land waar men rechts rijdt. Het verkeer rijdt tegen de klok in.

Verkeer op een rotonde in een land waar men links rijdt. Het verkeer rijdt met de klok mee.

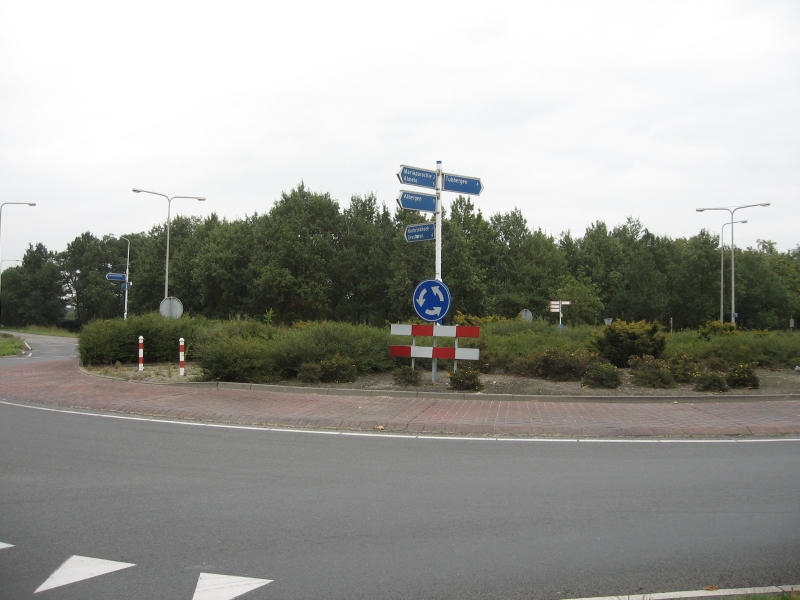
Rotonde nabij Harbrinkhoek.

Een rotonde is een specifiek type gelijkvloers knooppunt dat zo ontworpen is dat het aantal conflicterende bewegingen geminimaliseerd wordt. In België wordt het een rondpunt genoemd (algemeen Belgisch-Nederlands, zie verderop).
Een rotonde bestaat uit een cirkelvormige weg met een soort 'eiland' in het midden. Het verkeer rijdt bij rechtsrijdend verkeer uitsluitend tegen de klok in. In landen waar men links rijdt, zoals het Verenigd Koninkrijk, rijdt het verkeer met de klok mee. Als rondom een rotonde een fietspad ligt, mag daarop vaak in beide richtingen worden gefietst. De verschillende wegen takken aan op de cirkel.
Een rotonde is relatief veilig, doordat zich op een rotonde alleen rechts afslaand verkeer bevindt. Door Duurzaam Veilig (een initiatief van verschillende Nederlandse overheden) wordt de aanleg van een rotonde dan ook aanbevolen, indien (verkeerstechnisch) mogelijk. Er zijn echter ook een aantal nadelen verbonden aan rotondes: onder andere het grotere ruimtegebruik en soms ook verminderd rijcomfort (zeker in het geval van doorgaand verkeer). Ook voor fietsers is een rotonde niet altijd veiliger.

## Definities

### Betekenis in Nederland
Een rotonde is een verkeersplein, maar een verkeersplein is niet altijd een rotonde. Een rotonde is dus een speciaal geval van een verkeersplein. Een verkeersplein met rondgaand verkeer is een rotonde (dat is niet het geval in de Belgische betekenis).
Nederland kent drie soorten rotondes:
1. een rotonde waar voorrang moet worden verleend aan alle bestuurders die zich op de rotonde bevinden;
2. een rotonde waar voorrang moet worden verleend aan alle bestuurders op de rijbaan (dus niet het fietspad) van de rotonde;
3. een rotonde met voorrang bij het oprijden van de rotonde.

Veel kruispunten zijn al, of worden vervangen door rotondes waar men voorrang moet verlenen aan alle bestuurders die zich op de rotonde bevinden. De rotondes waar men voorrang krijgt als men de rotonde op wil rijden worden steeds meer veranderd in rotondes waar men voorrang moet verlenen bij het oprijden. Dit wordt dan aangegeven met borden en haaientanden.
Het woord rondpunt wordt in Nederland niet gebruikt.

### Betekenis in België
Alhoewel ze in de spreektaal door elkaar gebruikt worden en veel mensen het verschil niet kennen, hebben rondpunt en rotonde wel degelijk een specifieke betekenis volgens het verkeersreglement:
- rondpunt = algemener, meestal met voorrang van rechts. Doel is de snelheid te verminderen. Deze zijn meestal te vinden in woonwijken.
- rotonde = speciaal geval van een rondpunt, met specifieke voorrangsregels (met verkeersbord D5: verkeer op de rotonde heeft voorrang). Doel is de doorstroming te bevorderen met zo weinig mogelijk conflictsituaties. Meestal te vinden op verbindingswegen.

Een rotonde is dus een rondpunt, maar een rondpunt is niet altijd een rotonde.
In principe is er enkel een centrale verkeersgeleider nodig om een rondpunt te maken.

## Geschiedenis

### Oorsprong en teruggang van verkeerspleinen
Er bestonden al bepaalde cirkelvormige kruisingen voordat rotondes werden uitgevonden, zoals het Circus in Bath (voltooid in 1768), het Place de l'Étoile (circa 1780) rondom de later gebouwde Arc de Triomphe in Parijs; de Governor's Circle (1821, later hernoemd tot Monument Circle) in Indianapolis; het Keizer Karelplein in Nijmegen (1879); de Brautwiesenplatz in Görlitz ( 1899); de Columbus Circle in New York (1904); en verscheidene cirkels in Washington D.C.. Hoewel sommige hiervan nog steeds weleens (enigszins verwarrend) 'rotondes' worden genoemd, verschillen de werkwijzen en invoegwijzen van deze verkeerspleinen aanzienlijk van moderne rotondes.
De Franse architect Eugène Hénard ontwierp reeds in 1877 cirkelvormige kruisingen met eenrichtingsverkeer. Amerikaans verkeersdeskundige William Phelps Eno bepleitte kleine verkeerspleinen en ontwierp bijvoorbeeld de Columbus Circle van New York. In 1907 ontwierp John McLaren een van de eerste Amerikaanse ronde verkeerspleinen voor auto's en trams in Shasta Hanchett Park te San Jose in Californië. De eerste Britse ronde kruising werd in 1909 gebouwd in Letchworth. Het ovale midden van deze "longabout" was oorspronkelijk deels bedoeld als verkeerseiland voor voetgangers. Dergelijke cirkelvormige kruisingen werden ook in de Verenigde Staten gebouwd, maar de diameter daarvan was doorgaans groot zodat er op grote snelheid kon worden gereden en moest worden geweven. Deze ouderwetse verkeerspleinen werden vaak ook voorzien van verkeerslichten of stopborden om de invoeging van verkeer te reguleren. Velen stelden voertuigen in staat om op hoge snelheid zonder af te buigen het plein te betreden, of dwongen voertuigen te stoppen en met een hoek van 90 graden de cirkel te betreden. Omdat deze omstandigheden talloze botsingen tussen voertuigen veroorzaakten, werd in de jaren vijftig de bouw van cirkelvormige verkeerspleinen wereldwijd gestaakt en werden sommige pleinen weer verwijderd.:3:02

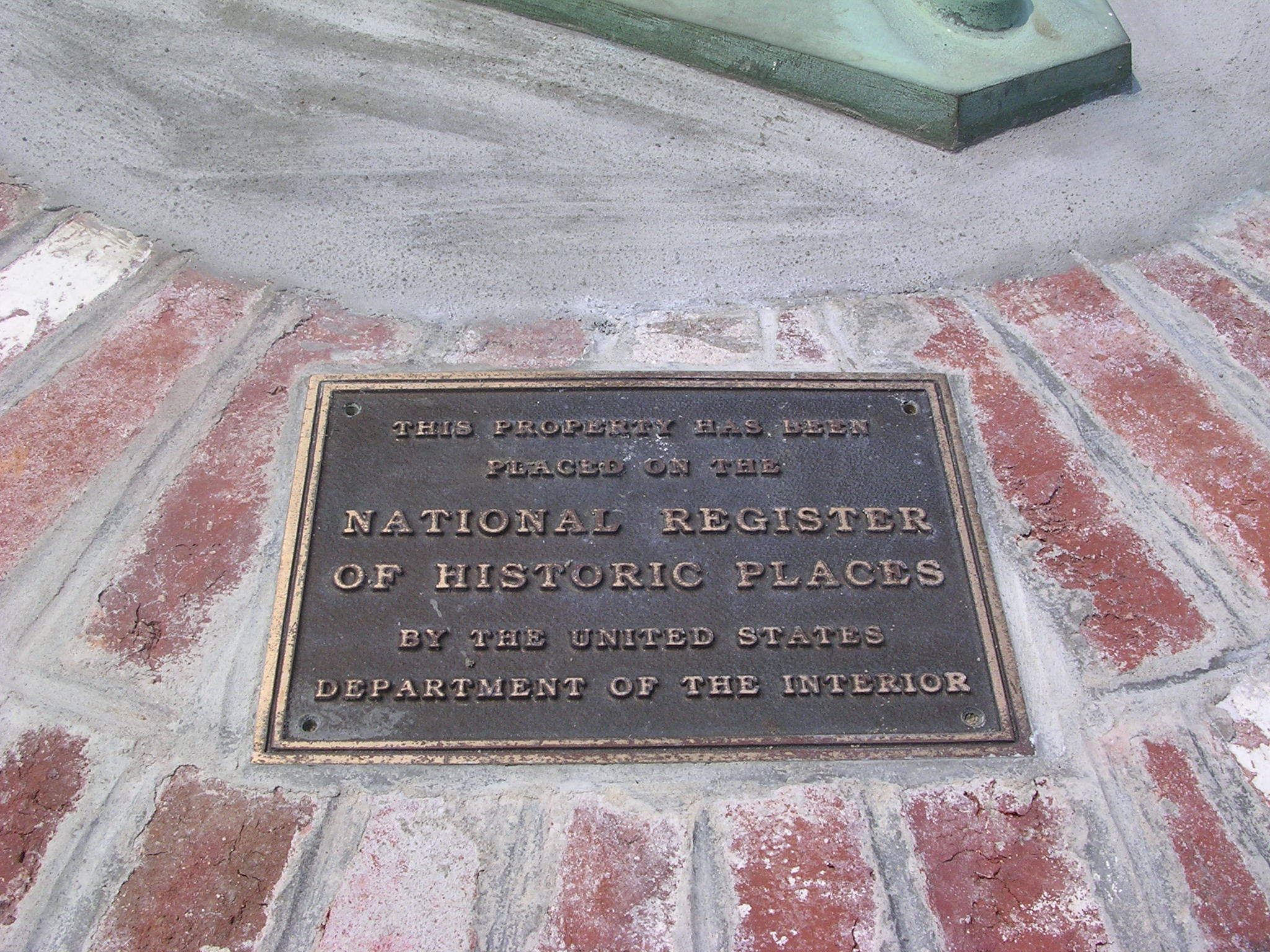
Plaat van de National Register of Historic Places op het eerste verkeersplein in de VS in Yarmouth (Massachusetts)
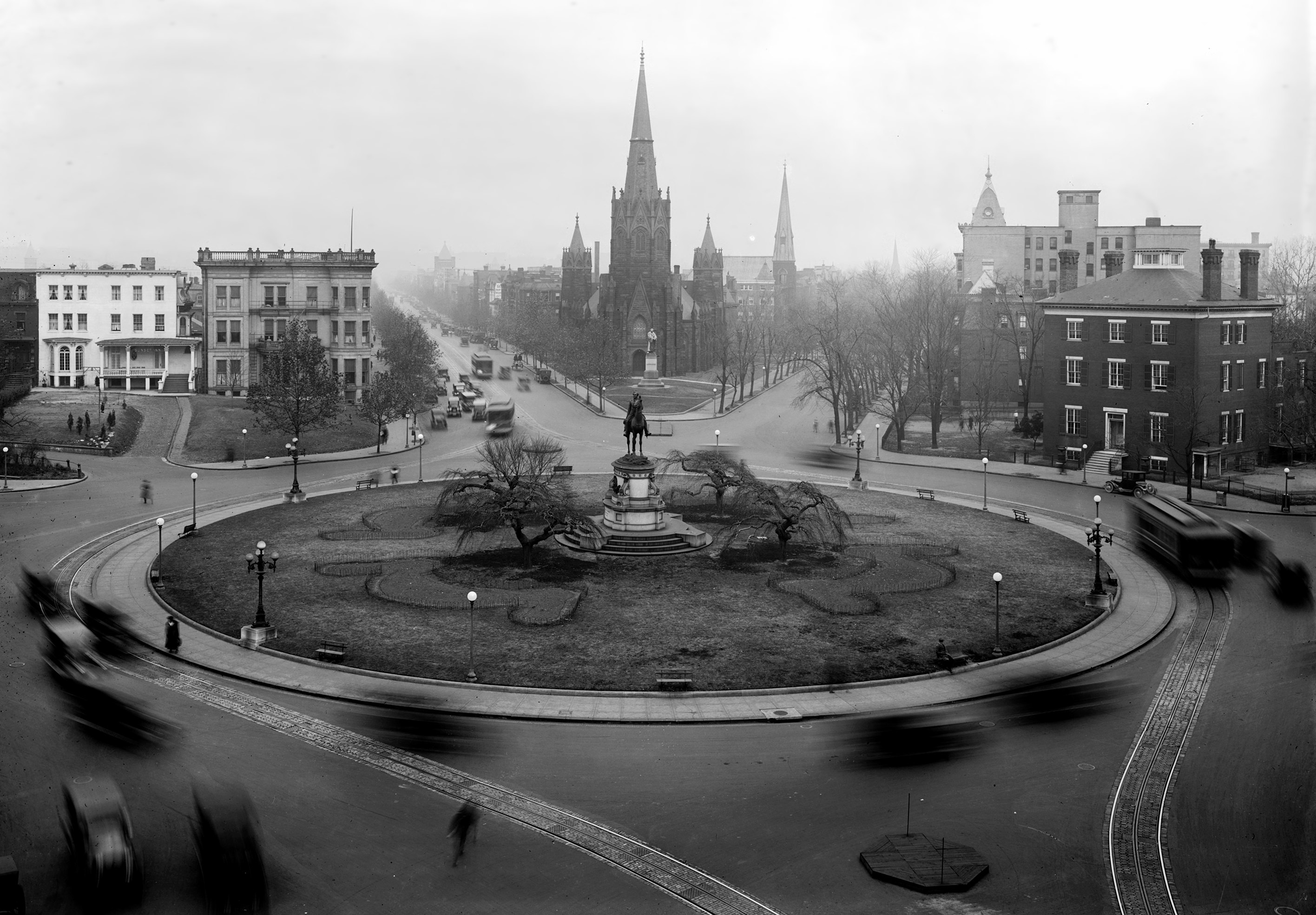
Thomas Circle in Washington D.C. in 1922.
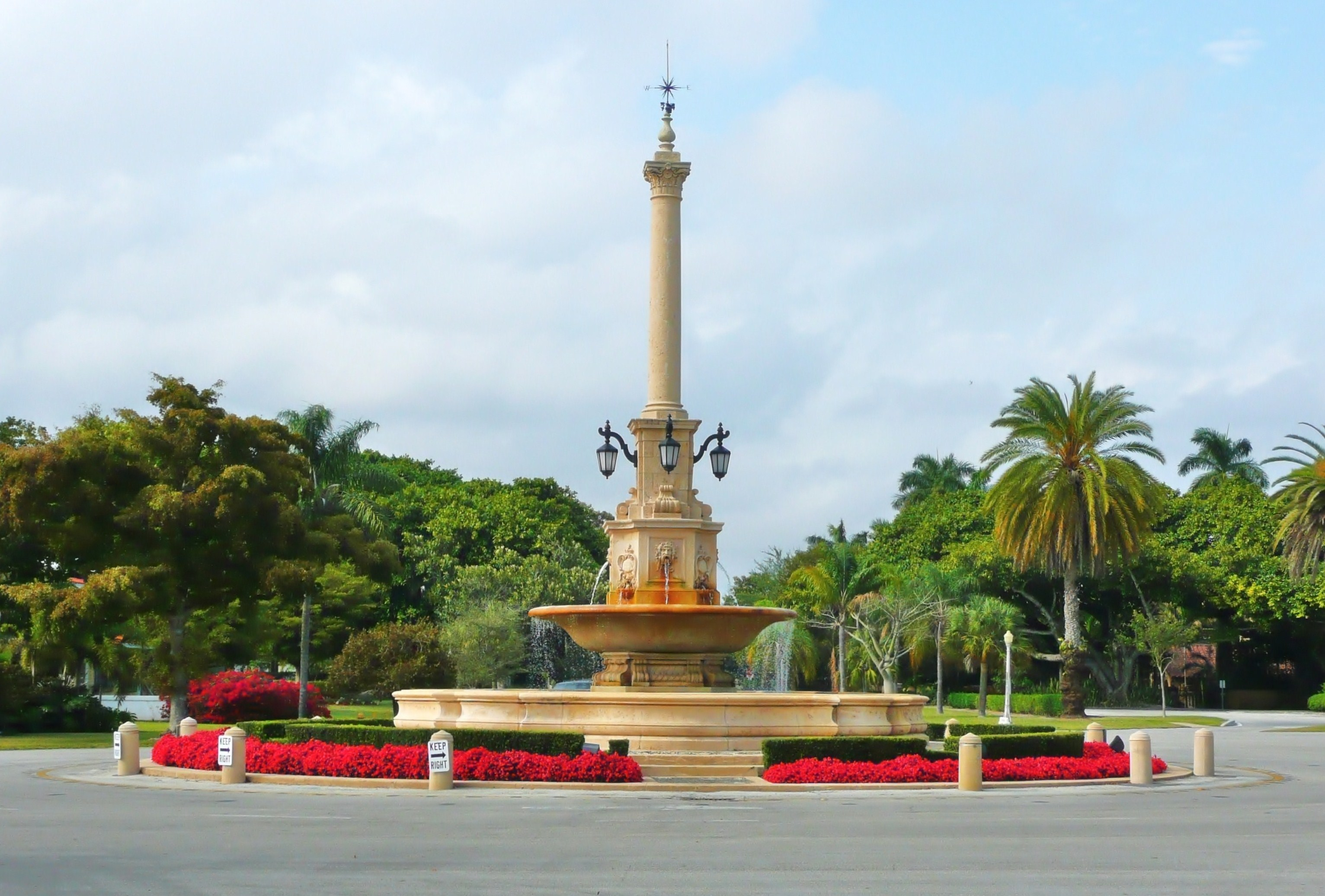
DeSoto Fountain midden in een verkeersplein in Coral Gables in Florida.
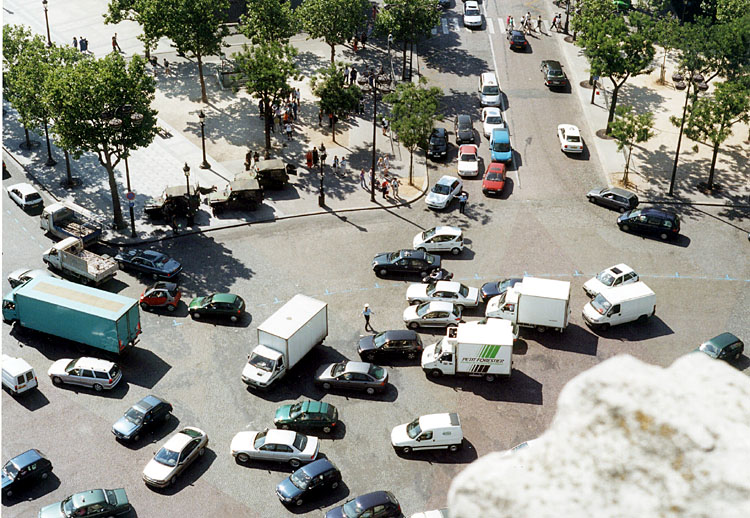
Verkeer doorkruist elkaar op het Place de l'Étoile. Dit ronde plein zonder lijnen omringt de Arc de Triomphe op de kruising van 12 wegen.
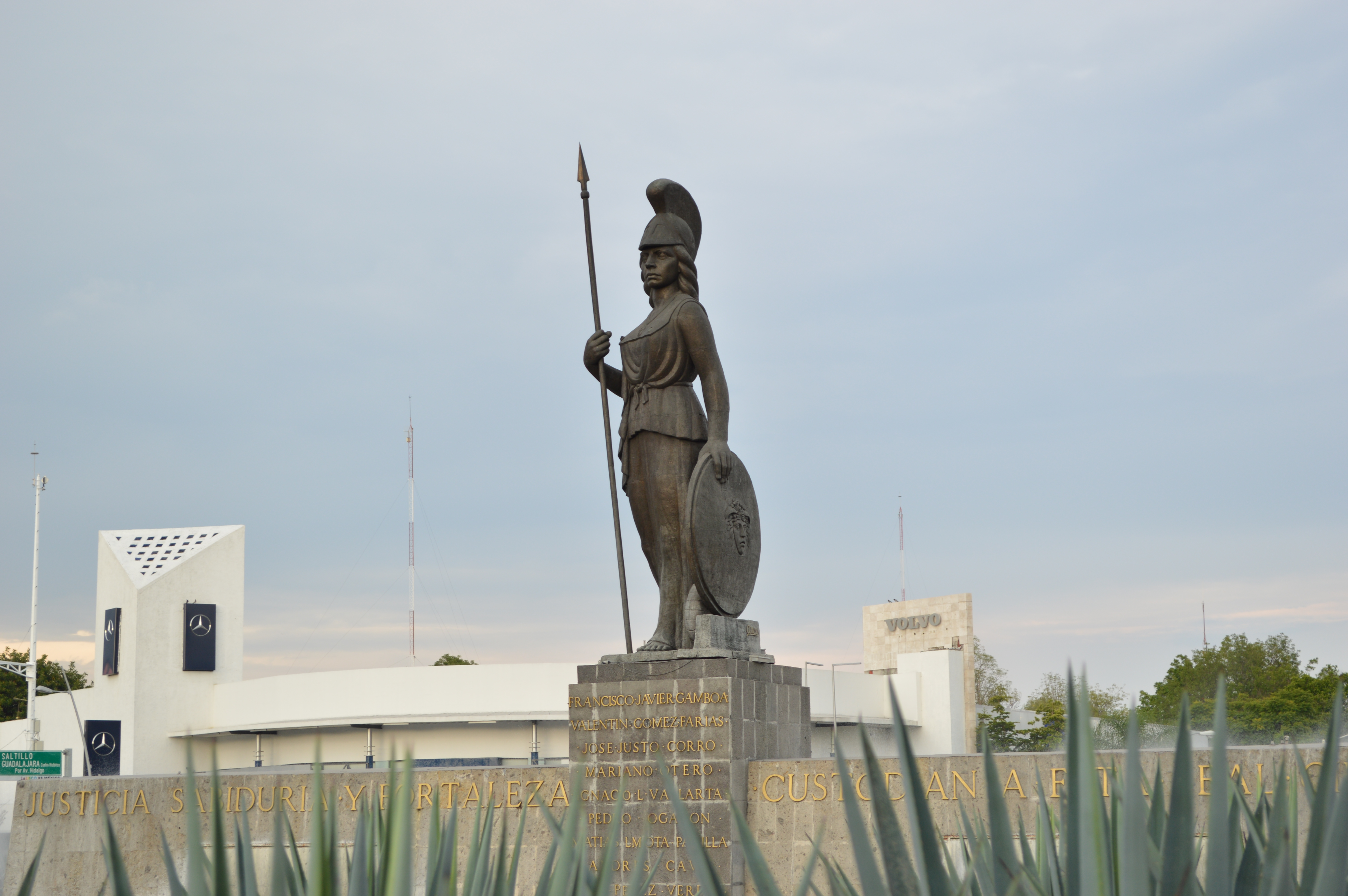
De Minervacirkel (1956) is een beroemd monument te Guadalajara in Mexico.
- RTL riep het Nijmeegse Keizer Karelplein in 2018 uit tot 'gevaarlijkste "rotonde" van Nederland'.

### Ontwikkeling moderne rotondes in jaren 1960

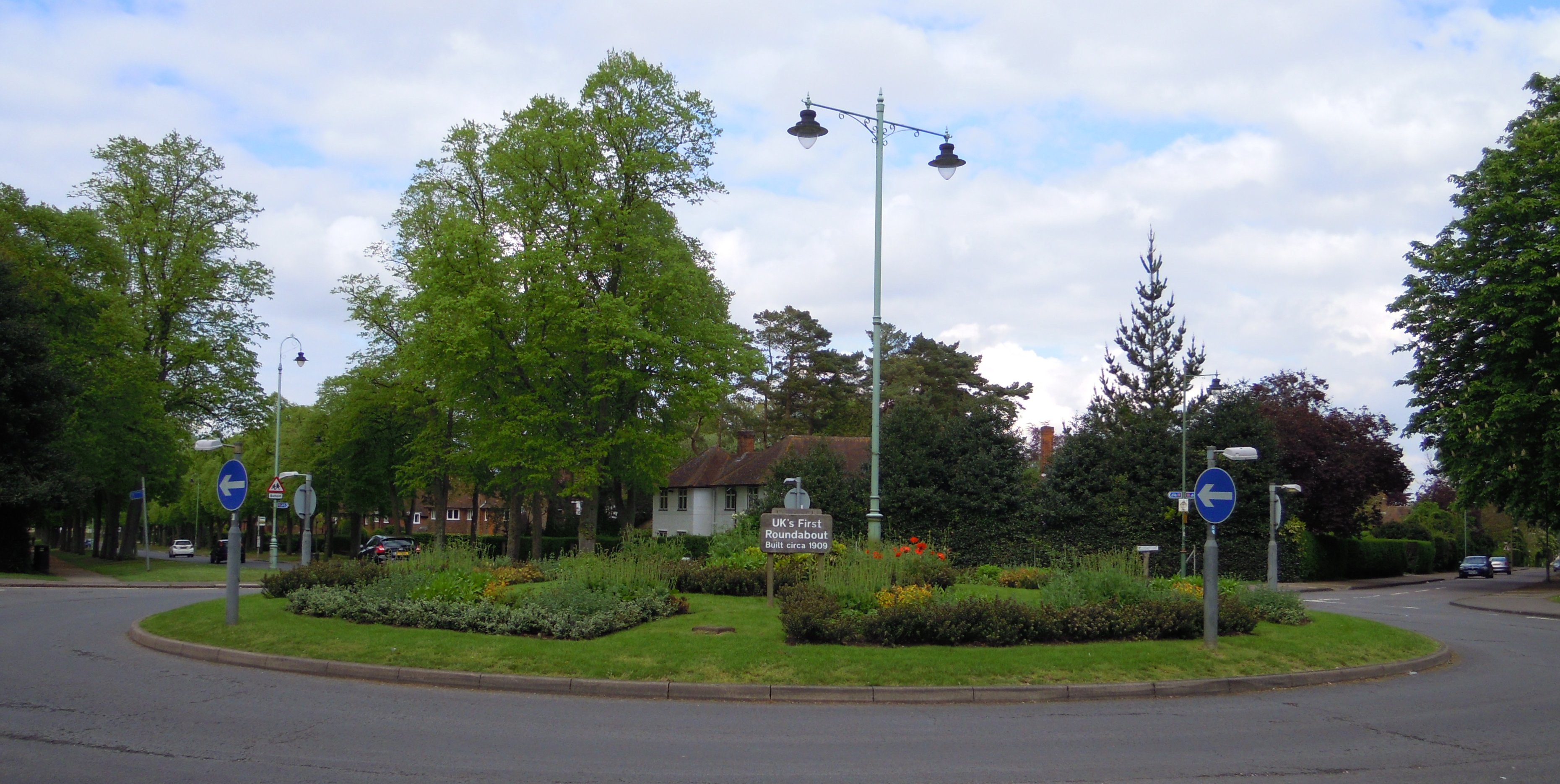
Eerste Britse rotonde (1909) in Letchworth

De moderne rotonde werd in de jaren zestig ontwikkeld door het Britse Transport Research Laboratory, waar ingenieurs cirkelvormige kruisingen opnieuw ontwierpen en standaardiseerden. Frank Blackmore leidde de ontwikkeling van de voorrangsregel en vond vervolgens ook de minirotonde uit om de capaciteits- en veiligheidsproblemen op te lossen. De voorrangsregel bleek de doorstroom van het verkeer tot 10% te verbeteren. In 1966 nam het Verenigd Koninkrijk de regel aan dat al het verkeer dat een cirkelvormige kruising wilde betreden voorrang diende te verlenen aan het verkeer dat zich reeds op de kruising bevond. Een gids van het Transportation Research Board meldde dat de moderne rotonde een aanzienlijke verbetering bracht ten aanzien van de oude ronde verkeerspleinen in termen van veiligheid en doorstroom. Australië en andere landen onder Britse invloed waren de eerste om ook moderne rotondes te bouwen.

### Verspreiding in Europa sinds jaren zeventig
Vervolgens verspreidde de moderne rotonde zich in de jaren zeventig naar Frankrijk en Noorwegen. De rotondes namen in Frankrijk vooral een hoge vlucht nadat op de routes nationales in 1983 de invoeger-verleent-voorrang-regel werd vastgelegd. Nadat Noorwegen in 1985 bij de ingangen van alle rotondes borden plaatste die bestuurders vertelden voorrang te verlenen, nam de veiligheid en doorstroom snel toe. Noorse rotondes namen toe van 15 in 1980, tot 350 in 1990, tot 500 in 1992. Zwitserland introduceerde de voorrangsregel in 1987; rotondes namen toe van 19 in 1980 tot 220 begin 1992, terwijl de bouw nog eens 500 rotondes werd overwogen. In 1991 bouwde Frankrijk elk jaar 1000 nieuwe rotondes. Naarmate de moderne rotondes in de jaren 1980 populairder werden, raakten de oude cirkelvormige verkeerspleinen in ongenade en velen werden omgebouwd tot moderne rotondes of andersoortige kruisingen.
Begin jaren tachtig werden enkelbaansrotondes (of minirotondes) ook ingevoerd in Nederland. Omdat gevreesd werd dat de rotondes de verkeersdrukte van de Randstad niet aan zouden kunnen werd begonnen in relatief dunbevolkte gebieden in het noorden en oosten van Nederland. Toen echter bleek dat de minirotondes juist zelfs een hogere capaciteit hadden dan kruispunten met verkeerslichten, werden ze ook massaal in West-Nederland aangelegd. In de late jaren tachtig was sprake van grote groei met 400 rotondes in 6 jaar. De bouw versnelde in de jaren negentig en tegen 2001 telde Nederland naar schatting tussen de 1500 en 1800 rotondes, waarvan meer dan de helft binnen de bebouwde kom.
Begin 21e eeuw waren rotondes in algemeen gebruik in Europa. Zo telde Frankrijk in 2010 meer dan 30.000 rotondes en het Verenigd Koninkrijk ongeveer 25.000 in 2015.

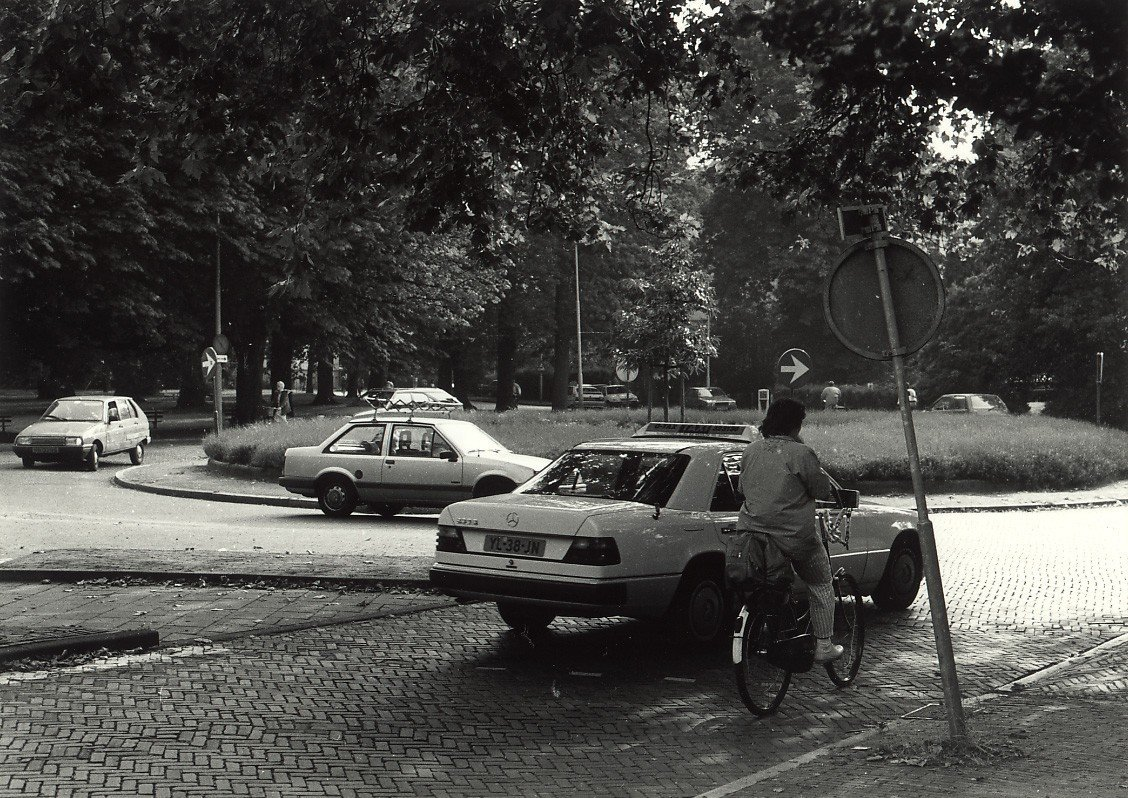
Traditionele rotonde in Haarlem anno 1990. Fietsers kunnen ook rotondes gebruiken.
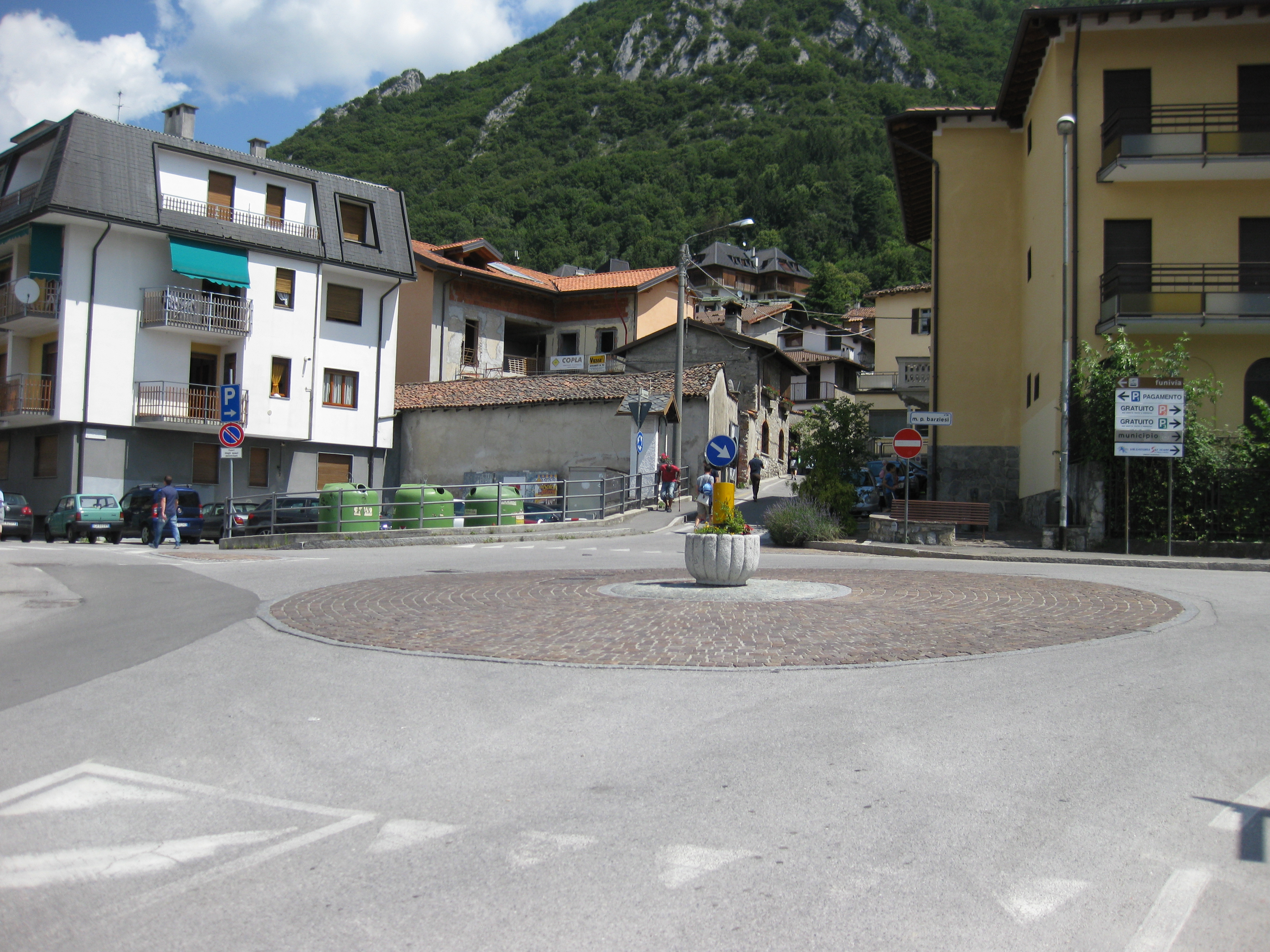
Kleine rotonde in Barzio (Italië)
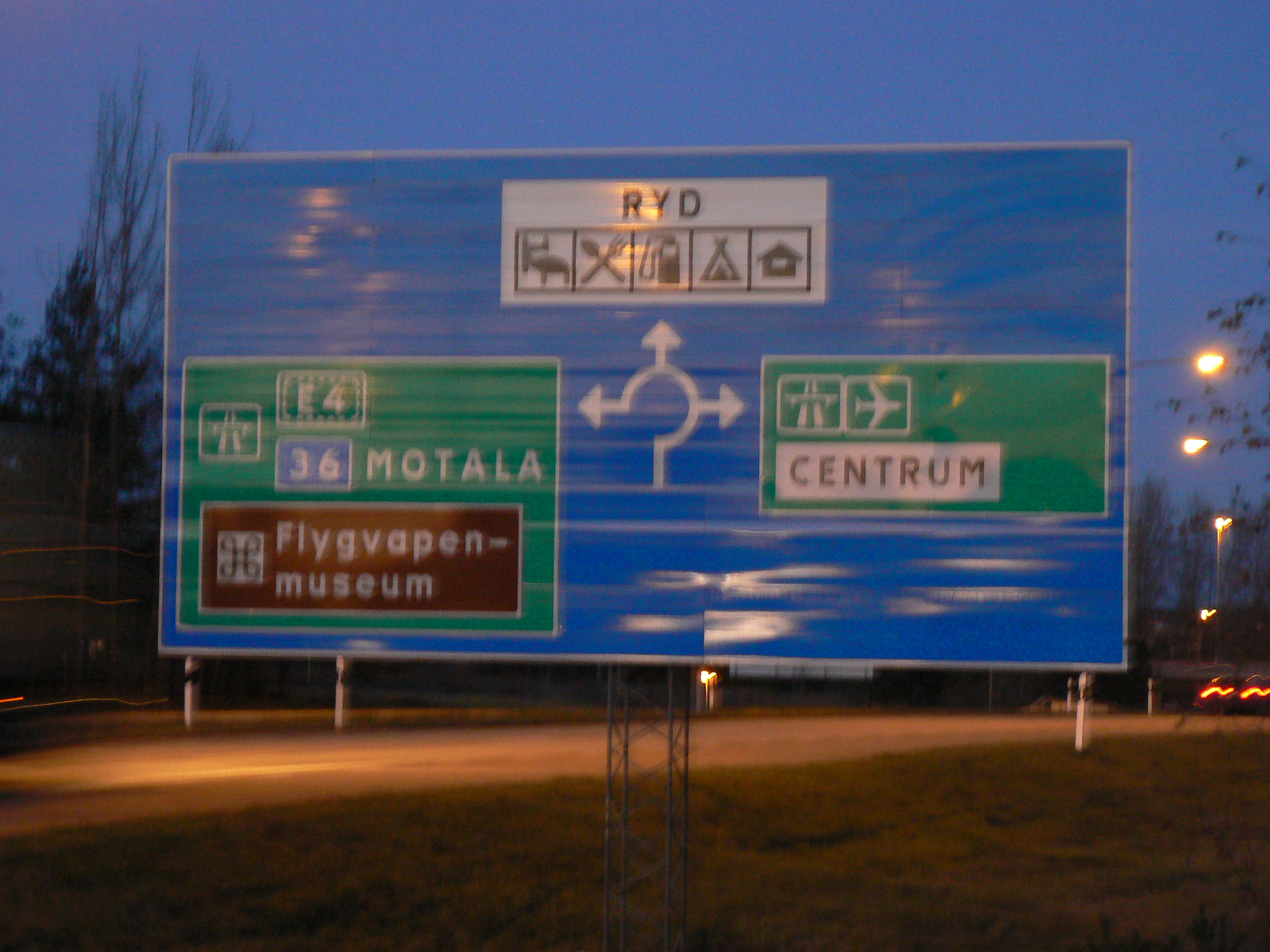
Rotondeborden in Linköping (Zweden)
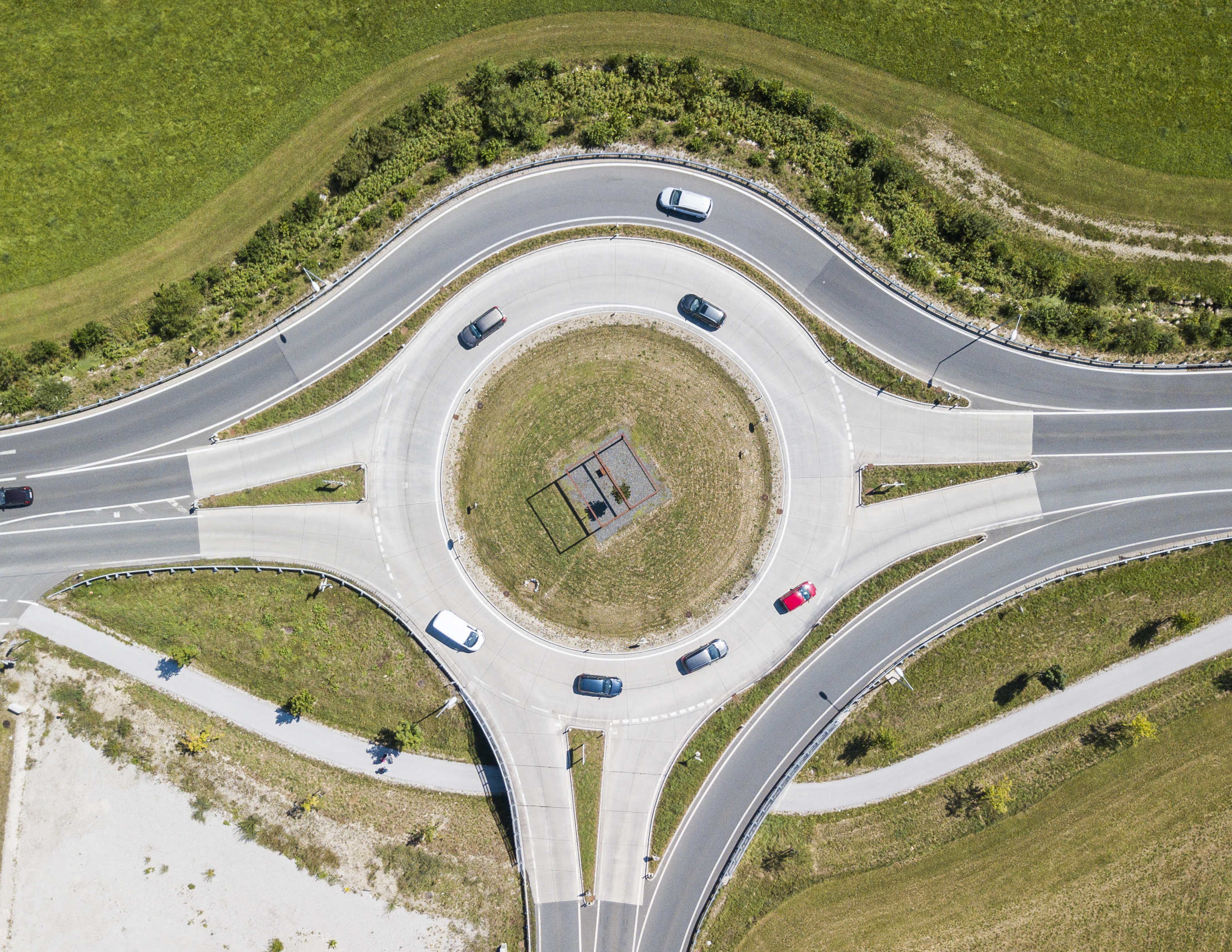
Rotonde in Straßwalchen (Oostenrijk)
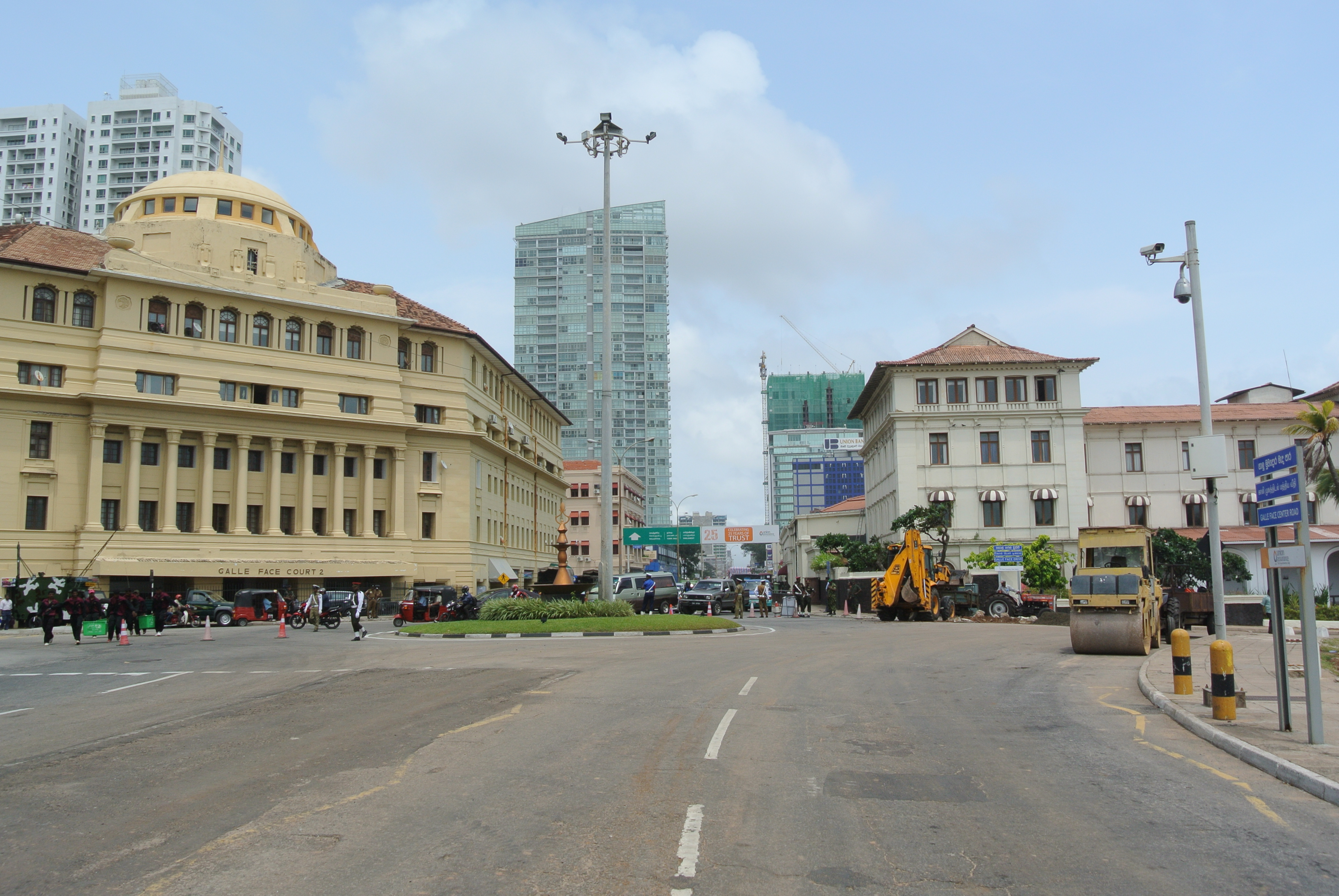
Rotonde in centrum Colombo (Sri Lanka)
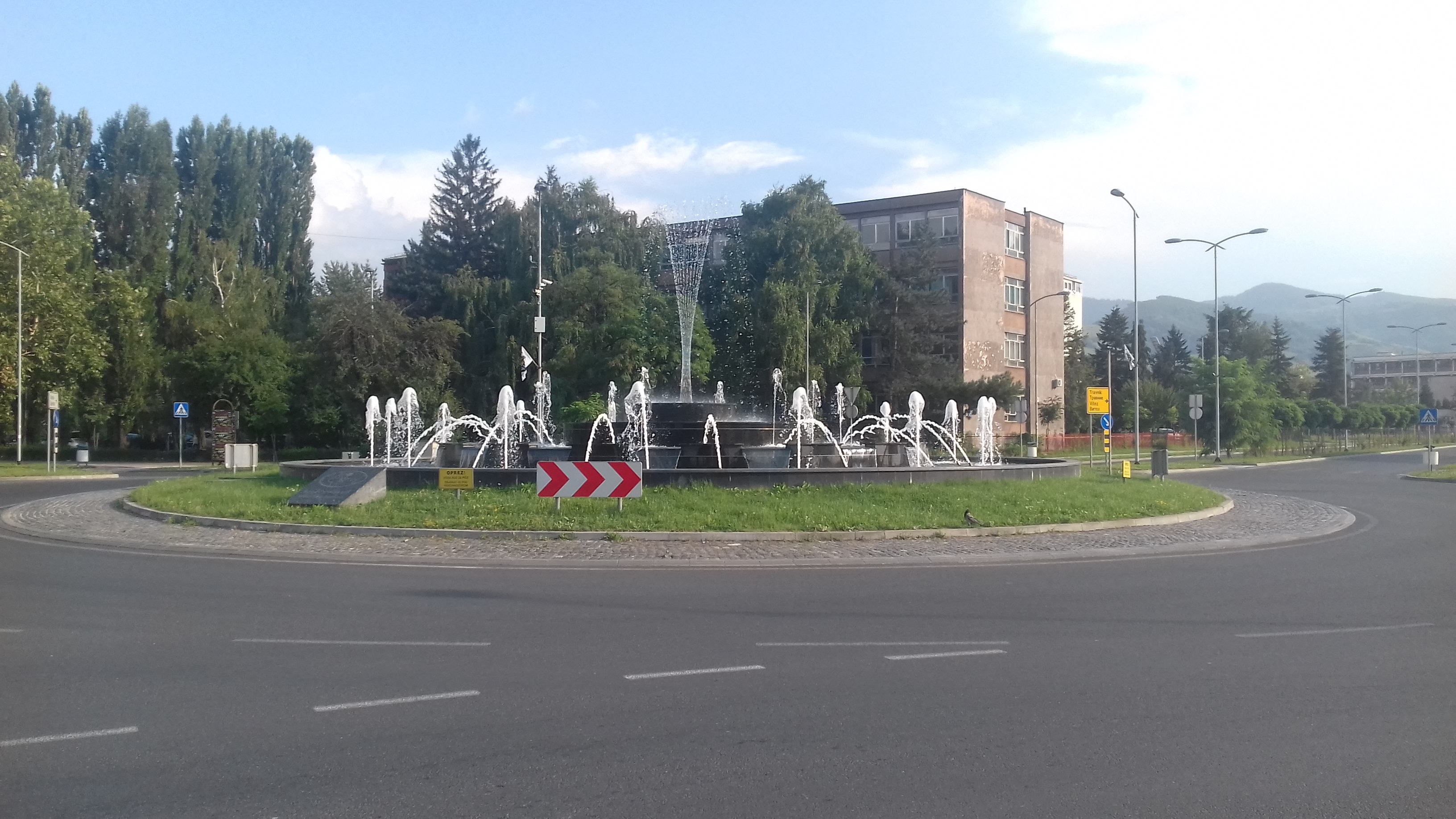
Dubbelbaanse regendruppelrotonde met fontein in Zenica (Bosnië), waar na 2011 alle verkeerslichten zijn vervangen door rotondes.

### Introductie in Noord-Amerika sinds jaren negentig

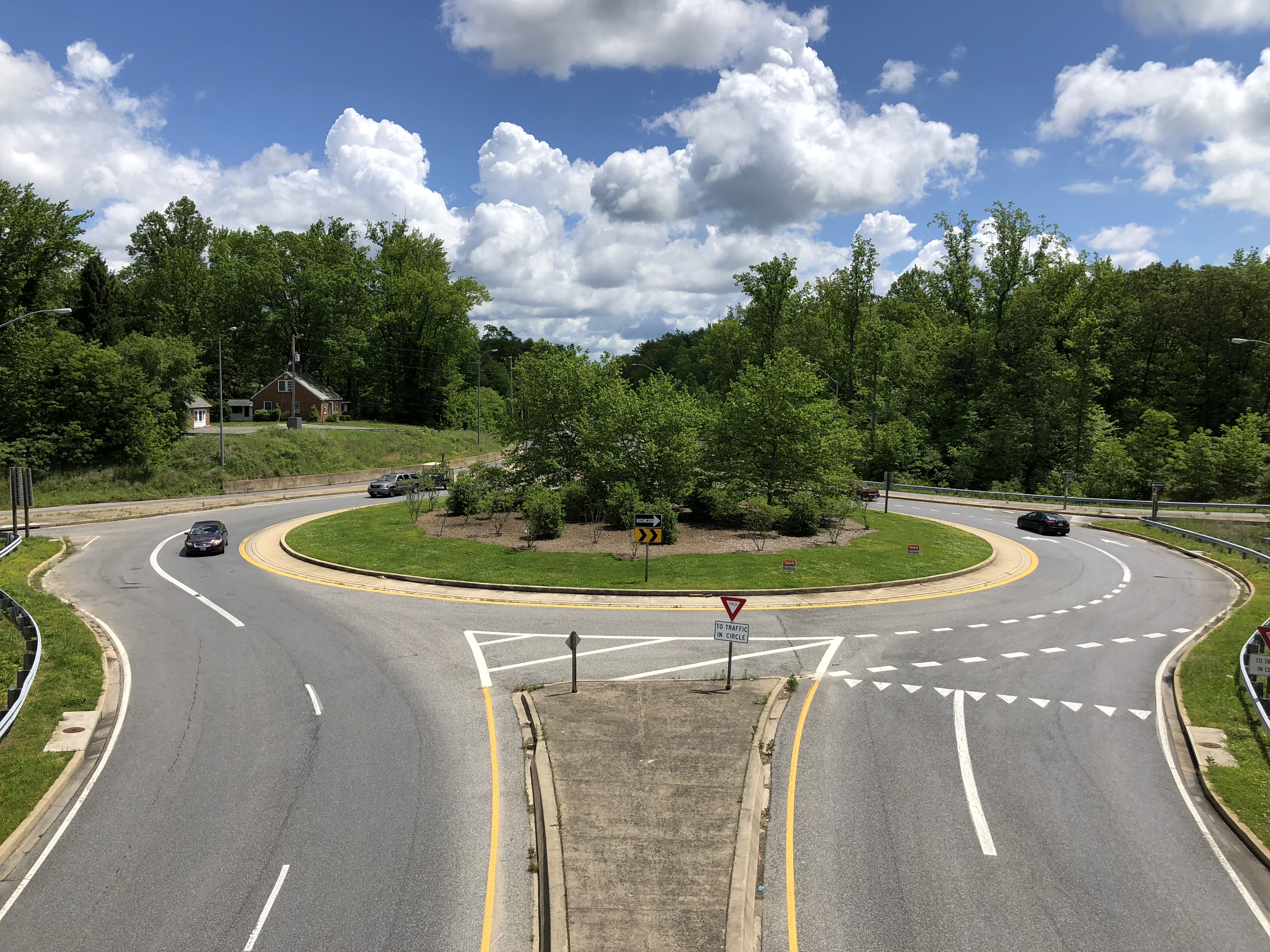
Moderne rotonde in
Hughesville (Maryland) in 2020

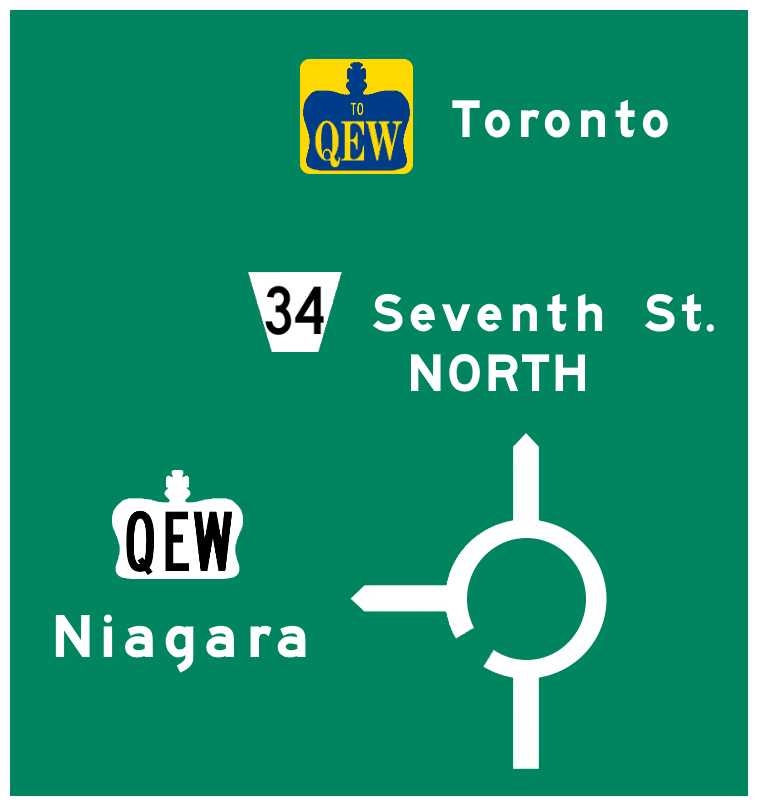
Rotondebord in Ontario, provincie van Canada

In de Verenigde Staten ontstonden de eerste rotondes in de jaren negentig na jaren van educatief campagnevoeren en planning door Frank Blackmore en Leif Ourston, die de reeds in andere landen bewezen toegenomen veiligheid en verkeersdoorstroom naar Amerika wilden brengen.:5:03 De allereerste werd in Summerlin gebouwd in de zomer van 1990. Deze rotonde leidde tot enige ontsteltenis bij inwoners en in een plaatselijk nieuwsbericht werd gesteld: "Zelfs de politie was het erover eens dat [rotondes] soms verwarrend kunnen zijn." Tussen 1990 en 1995 werden talloze moderne rotondes gebouwd in de staten Californië, Colorado, Florida, Maryland, Nevada en Vermont.
Gemeenten die nieuwe rotondes invoerden ondervonden vaak enige publieke weerstand, net als in het Verenigd Koninkrijk in de jaren zestig. Statistische enquêtes toonden echter aan dat negatieve publieke opinie kantelde zodra bestuurders ervaring opdeden met rotondes. De Amerikaanse verwarring over hoe men een rotonde moet betreden en vooral hoe deze weer te verlaten werden bespot in de film European Vacation (1985) en de televisieserie The Simpsons. Tegen 2011 waren er echter al ongeveer 3.000 rotondes aangelegd, en dat aantal nam snel toe.:6:45 Uit een gemeentelijke enquête van 1998 bleek dat de publieke opinie 68% tegen rotondes was voordat ze werden aangelegd, maar naderhand verschoof tot wel 73% vóór rotondes. Uit een onderzoek van 2007 bleek dat steun voorafgaand aan het aanleggen varieerde van 22% tot 44% maar dat die enkele jaren na de ingebruikname was toegenomen tot 57% à 87%.
Midden jaren tien was ongeveer 3% van de toen 4.000 Amerikaanse moderne rotondes te vinden in de stad Carmel, omdat burgemeester James Brainard van Carmel een actief beleid voerde om er zo veel mogelijk aan te leggen; vanwege de toegenomen veiligheid nam het aantal gewonden door auto-ongelukken na 1996 met 80% af.:0:02 In december 2015 telde de VS ongeveer 4.800 moderne rotondes. In de staat Washington waren er bijvoorbeeld 120 in oktober 2016 – allemaal na 1997 aangelegd – terwijl er nog meer gepland stonden.
De eerste Canadese moderne rotonde werd in 1999 aangelegd. In de 15 jaar daarna werden rotondes vanwege hun succes in Europa steeds populairder bij Canadese verkeersplanners en stedenbouwkundigen. Tegen 2014 telde Canada ongeveer 400 rotondes in Canada – vooral in de provincies in Quebec, Alberta, Brits-Columbia en Ontario. Dat kwam neer op 1 rotonde per 90.000 inwoners (vergeleken met 1 per 84.000 inwoners in de Verenigde Staten dat jaar).

## Vormen

### Traditionele rotonde
Oorspronkelijk werden rotondes vooral aangebracht op grote en drukke kruisingen. Deze rotondes (ook wel: verkeerspleinen) hadden vaak meerdere rijstroken. Op deze rotondes was geen voorrangsregeling aangegeven met verkeerstekens. Dat betekende dat verkeer van rechts, dus verkeer dat de rotonde opreed, voorrang had.
Doordat nieuw aangelegde rotondes haast altijd voorrangsrotondes zijn en bestaande traditionele rotondes meestal op enig moment omgebouwd worden tot voorrangsrotonde, zijn traditionele rotondes in Nederland zeldzaam geworden.

### Voorrangsrotonde
Bij een voorrangsrotonde moet het verkeer dat de rotonde oprijdt voorrang verlenen aan het verkeer op de rotonde. Dit staat aangegeven met bord B6 en/of haaientanden. Een dergelijke rotonde heeft één of meer rijstroken. Een voorrangsrotonde met één rijstrook wordt een minirotonde genoemd. Voorrangsrotondes hebben als voordeel dat ze overzichtelijker zijn dan traditionele rotondes, waardoor de verkeersveiligheid vaak beter is. Ten opzichte van een traditionele rotonde blijft ook de doorstroming beter wanneer er veel verkeer uit één richting komt, dat anders de hele rotonde zou verstoppen.

### Rotonde versus verkeersplein
Er is enige onduidelijkheid over wanneer een rotonde een verkeersplein is, of andersom. In Nederland is dit als volgt geregeld: na de wijziging van het Reglement verkeersregels en verkeerstekens (RVV) in 1996 is het begrip 'verkeersplein' verdwenen en vervangen door 'rotonde'. Voor 1996 diende een verkeersplein aangeduid te worden met bord D1 (rotonde, verplichte rijrichting). Deze situatie is aangepast waardoor verkeerspleinen vanaf 1996 dienen te worden aangeduid met borden C4 (verplichte rijrichting). Voor de ontwerper ligt het verschil in de aansluiting van de takken: bij rotondes dient elke tak op het middeneiland gericht te zijn terwijl dit bij verkeerspleinen niet nodig is.
De huidige voorrangsregels op rotondes volgen de normale verkeersregels. In 2014 beschreef de Rijksoverheid dat bij het naderen van een rotonde dezelfde regels gelden als bij een kruispunt. De (voorkeurs)situatie met voorrang op de rotonde is altijd met verkeersborden geregeld.

### Minirotonde
Sinds de jaren negentig zijn op veel kleinere kruisingen rotondes aangebracht, de zogenaamde minirotondes. Deze hebben maar één rijstrook, al dan niet met vrijliggend fietspad. Op deze rotondes heeft het verkeer op de rotonde voorrang, wat met verkeerstekens wordt aangegeven. De wegbeheerder kan kiezen of fietsers op de rotonde ook voorrang hebben. Als richtlijn geldt dat fietsers binnen de bebouwde kom wel voorrang krijgen en buiten de bebouwde kom niet, maar niet bij alle rotondes wordt deze richtlijn toegepast. Met name in het noorden van Nederland hebben fietsers geen voorrang binnen de bebouwde kom.

### Bypass
Soms wordt voor rechts afslaand verkeer een zogenaamde bypass toegepast: een aparte rijstrook langs de rotonde, die zich na de rotonde weer bij de weg voegt. Hierdoor hoeven rechts afslaande voertuigen de rotonde zelf niet te nemen.

### Richting aangeven
Bij het afslaan van de rotonde is het verplicht richting aan te geven naar rechts. In de Nederlandse rijopleiding wordt aangeleerd naar links richting aan te geven bij het voor driekwart nemen van de rotonde. Dit is echter niet verplicht. In België, Duitsland en Oostenrijk is het zelfs verboden op deze manier richting aan te geven.

## Varianten

### Meerstrooksrotonde
De meerstrooksrotonde is een variant op de enkelstrooksrotonde. Deze heeft twee of zelfs drie rijstroken. De meerstrooksrotondes die vanaf de jaren negentig zijn ontworpen, hebben over het algemeen concentrische belijning (vast aantal rijstroken over de rotonde die niet naar buiten toe lopen); rotondes voor deze periode behoren over het algemeen tot de verkeerspleinen. De nieuwe soort heeft enkelstrooks toeritten of dubbelstrooks toeritten. Hetzelfde geldt voor de afritten, al naargelang de capaciteit die nodig is.

### Turborotonde
De turborotonde is een variant op de meerstrooksrotonde. Hierbij dient het verkeer al voor de rotonde voor te sorteren zodat op de rotonde automatisch de juiste rijstrook wordt bereikt, want op de rotonde is het niet mogelijk om van rijstrook te wisselen vanwege onoverrijdbare rijstrookscheiding. Dit zorgt voor een grotere veiligheid en een hogere doorstroming.

### Hondenbot
Deze variant, ook wel bottonde of kluifrotonde genoemd wordt vaak gebruikt als er twee rotondes dicht bij elkaar liggen. Ze bestaan in enkelstrooks versies en meerstrooks- of turborotondeversies.

### Ovonde
De ovonde is simpelweg niets anders dan een ovale rotonde, de naam is een samentrekking van de woorden ov(ale) (rot)onde. De ovonde wordt vaak toegepast op plaatsen waar meestal meer dan vier aansluitende wegen samenkomen en waar het vanwege de inpasbaarheid niet mogelijk of verkeersveilig is om twee rotondes of andere kruispuntvormen vlak achter elkaar te leggen.
Een nadeel van ovondes zijn de hoge ontwerpeisen vanwege de complexe boogstralen die hierbij optreden. Ook kan het hierdoor voorkomen dat twee wegen vrijwel naast elkaar op de ovonde aantakken waardoor er voor een aantal bewegingen een bijna 180 graden bocht gemaakt moet worden en sommige voertuigen omrijbewegingen moeten maken om deze bocht te maken. In Staphorst is als grap nog een eigen naam voor de ovonde bedacht: de stovonde. Een ander bekend voorbeeld is het Ei van Kortrijk.

### Magic Roundabout
Swindon (Engeland) kent een 'Magic Roundabout'. Dit is een rotonde die uit vijf verschillende rotondes bestaat. Er zijn er nog enkele in Engeland, namelijk in Hemel Hempstead en in Colchester.

### Balkonrotonde
Een balkonrotonde is een rotonde die wat hoger ligt dan de omgeving. De fiets- en voetpaden van de zijwegen sluiten dan aan op een plein onder de rotonde. Zwakke weggebruikers kunnen dan onder de rotonde doorrijden zonder dat ze in conflict komen met auto's en vrachtwagens. Een voorbeeld is de rotonde aan het station van Brugge, die aan het einde van de N49 in Knokke, en De Berekuil in Utrecht.

Rotonde of rondpunt? Let op het verkeersbord
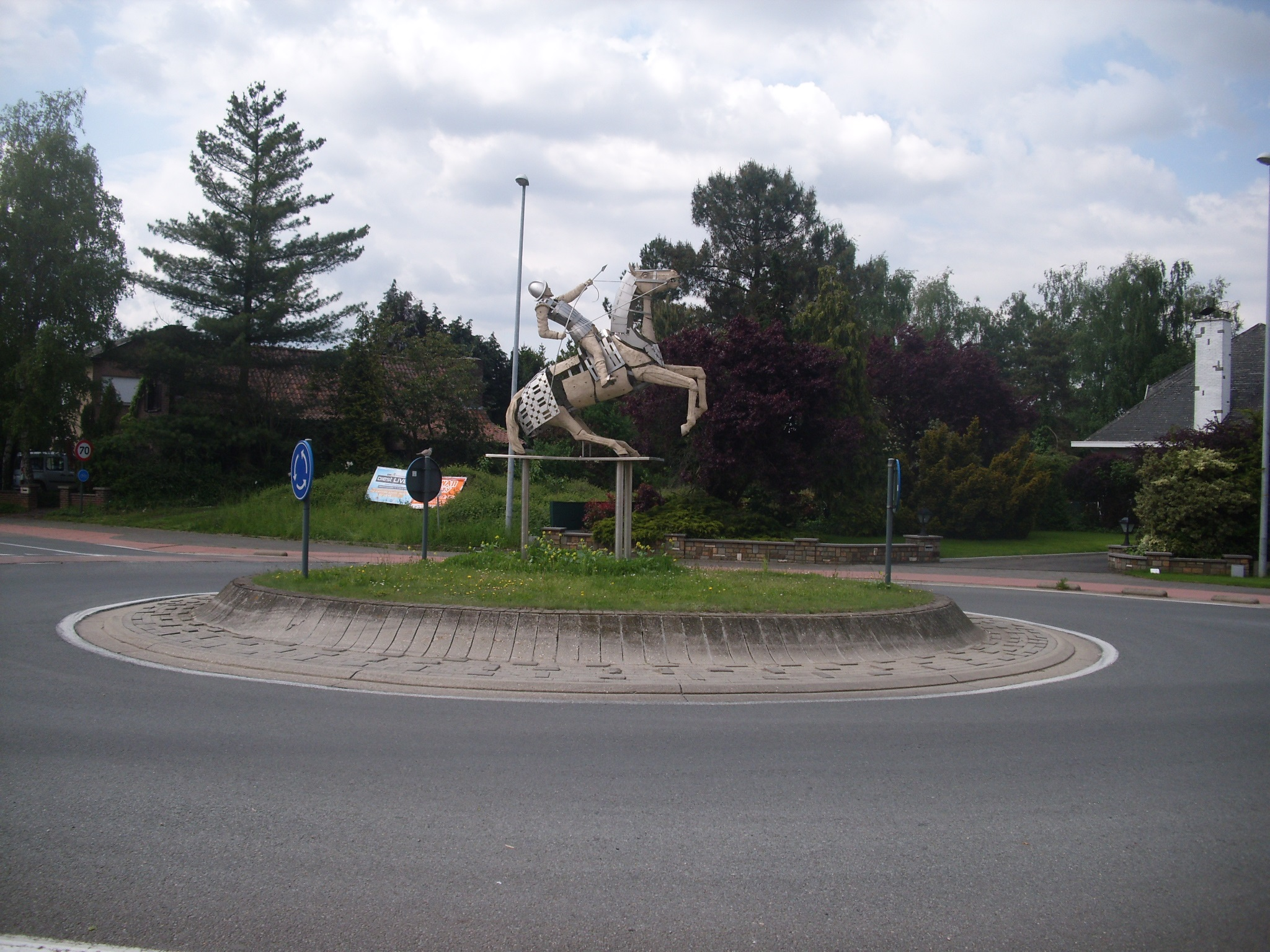
Rotonde
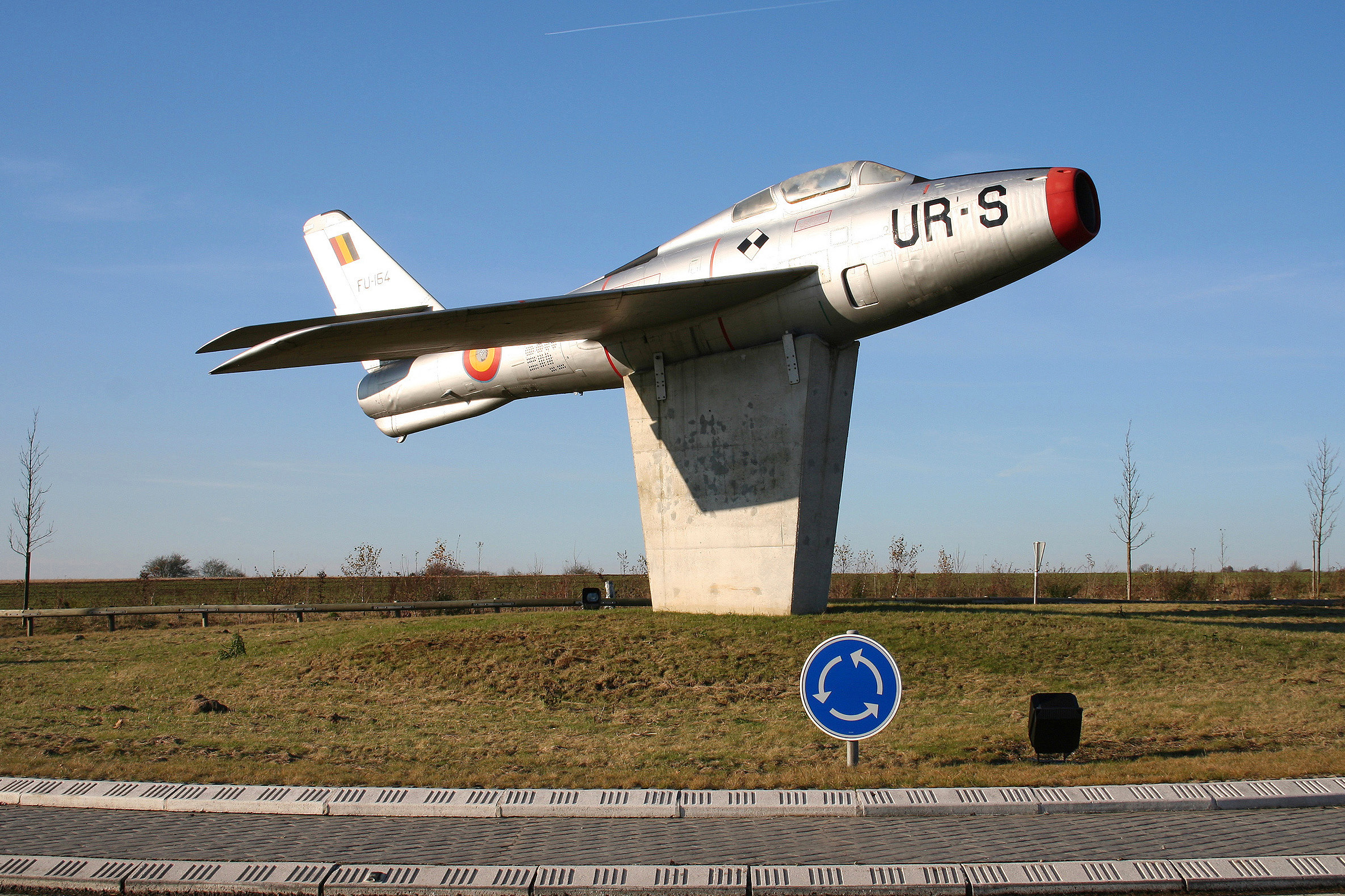
Rotonde
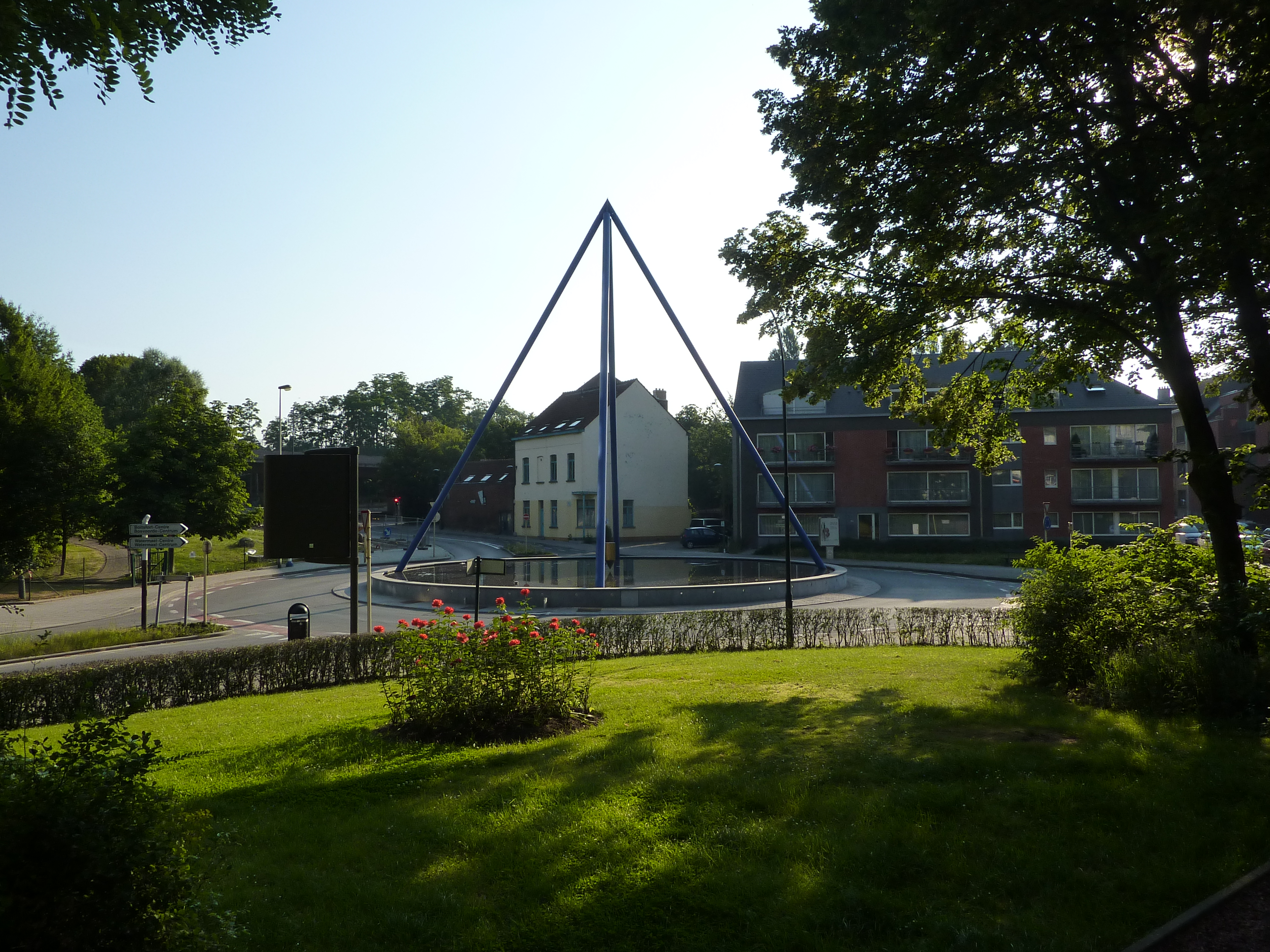
Rondpunt
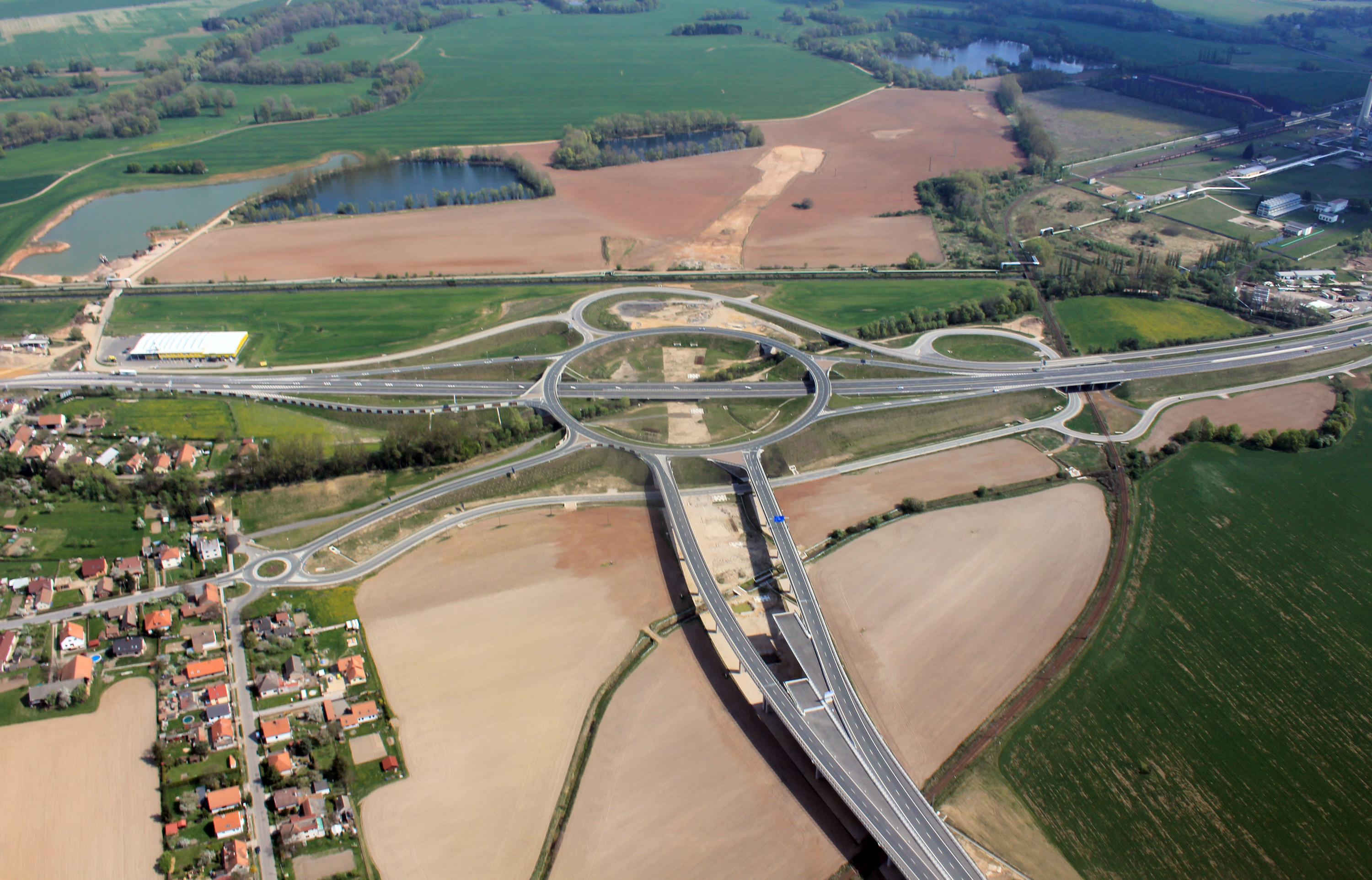
Een rotonde aangelegd bij de kruising van twee snelwegen in Tsjechië